# Ghimpați
Ghimpați è un comune della Romania di 5 625 abitanti, ubicato nel distretto di Giurgiu, nella regione storica della Muntenia.
Il comune è formato dall'unione di quattro villaggi: Copaciu, Ghimpați, Naipu, Valea Plopilor.